# Manfred Long
Pour les articles homonymes, voir Long.
Manfred Long est un bassiste camerounais, précurseur de la longue lignée de bassistes camerounais sur la place de Paris. 

## Enfance et débuts
Manfred Long est né à Douala au Cameroun.

## Carrière
Il arrive en France en 1963 après avoir parcouru plusieurs pays de la côte atlantique africaine.
Une fois arrivé à Bordeaux il se rend à Paris et c'est sous la recommandation de Manu Dibango que Claude François - après un concours avec 3 autres bassistes - le recrute dans son groupe. Il fera alors l'Olympia avec Claude François et jouera sur plusieurs albums de Claude François. Au départ, François voulait Jo Tongo mais celui ci, occupé par son emploi de comptable envoie Manfred Long. Il est retenu pour son talent et son potentiel. Il recevra une formation accélérée de guitare basse chez Claude François. Il sera bassiste de plusieurs artistes de renom en France en Europe. Il fera ensuite la tournée américaine soul makossa avec Manu Dibango.